# Psyrassa nigricornis
Psyrassa nigricornis är en skalbaggsart som beskrevs av Bates 1892. Psyrassa nigricornis ingår i släktet Psyrassa och familjen långhorningar. Inga underarter finns listade i Catalogue of Life.